# Walt Disney World Railroad
| Ein Zug in Fantasyland des Magic Kingdom |                           |                                  |                                  |
| Streckenverlauf |                           |                                  |                                  |
| Streckenlänge: | 2,4 km                    |                                  |                                  |
| Spurweite: | 914 mm (engl. 3-Fuß-Spur) |                                  |                                  |
| |                           |                                  |                                  |
| \| \| \| Lokschuppen \| \| \| \| \| (normalerweise nicht zugänglich) \| \| \| \| \| \| \| \| \| \| Frontierland \| \| \| \| \| Fantasyland \| \| \| \| \| Cinderella Castle \| \| \| \| \| \| \| \| \| \| \| \| \| \| \| \| \| \| \| \| Main Street Tram \| \| \| \| \| Main Street, U.S.A. \| \| \| \| \| Monorail, Fähre, and Bus \| \| |                           |                                  |                                  |
| U-Bahn-Betriebs-/Güterbahnhof Streckenanfang |                           | Lokschuppen                      | Lokschuppen                      |
| U-Bahn-Strecke von links · U-Bahn-Strecke von rechts · U-Bahn-Bahnübergang geradeaus unten |                           | (normalerweise nicht zugänglich) | (normalerweise nicht zugänglich) |
| U-Bahn-Brücke über Wasserlauf · U-Bahn-Strecke · U-Bahn-Brücke über Wasserlauf |                           |                                  |                                  |
| |                           | Frontierland                     |                                  |
| U-Bahn-Strecke geradeaus |                           | Fantasyland                      | Fantasyland                      |
| U-Bahn-Tunnel · U-Bahn-Bahnübergang geradeaus unten |                           | Cinderella Castle                | Cinderella Castle                |
| U-Bahn-Bahnübergang geradeaus unten · U-Bahn-Strecke mit Straßenbrücke |                           |                                  |                                  |
| U-Bahn-Tunnel · U-Bahn-Strecke |                           |                                  |                                  |
| U-Bahn-Strecke |                           |                                  |                                  |
| U-Bahn-Bahnübergang geradeaus unten |                           | Main Street Tram                 | Main Street Tram                 |
| U-Bahn-Strecke nach links · U-Bahn-Strecke nach rechts |                           | Main Street, U.S.A.              | Main Street, U.S.A.              |
| |                           | Monorail, Fähre, and Bus         |                                  |

Die Walt Disney World Railroad (WDWRR) ist eine 2,4 km lange mit historischen Dampflokomotiven betriebene Schmalspurbahn mit einer Spurweite von 3 Fuß (914 mm) im Magic Kingdom Vergnügungspark des Walt Disney World Resort in Bay Lake, etwa 30 Kilometer südwestlich von Orlando, Florida.

## Bahnbetrieb
Die Walt Disney World Railroad verkehrt auf einer ringförmigen Strecke mit drei Bahnhöfen in Main Street, U.S.A., Frontierland und Fantasyland. Die 2,4 km lange Bahnlinie, die von WED Enterprises erbaut wurde, wird mit vier historischen Dampflokomotiven der Baldwin Locomotive Works betrieben. Jede der vier Loks zieht fünf Personenwagen mit jeweils 75 Sitzplätzen für bis zu 375 Fahrgäste pro Zug. Sie wurde am 1. Oktober 1971 in Betrieb genommen, als der Vergnügungspark eröffnet wurde. Seitdem wurde sie eine der weltweit meistbenutzten Dampfeisenbahnen mit 3,7 Mio. Fahrgästen pro Jahr.
Die Eisenbahnfahrt beginnt an der Main Street, U.S.A. am Eingang des Vergnügungsparks und führt im Uhrzeigersinn durch einen Tunnel unter dem Splash Mountain hindurch sowie an mehreren Attraktionen vorbei. Die Loks werden von einem Lokführer und einem Heizer gefahren, und ein Schaffner kümmert sich um die Fahrgäste.
Nach einem Halt am Bahnhof Frontierland sehen die Fahrgäste mehrere Animatronic-Figuren von Indianern und wilden Tieren, bis sie am Bahnhof Frontierland ankommen, der früher Mickey's Toontown Fair hieß. Auf dem letzten Streckenabschnitt führt die Bahnfahrt an der Space Mountain Achterbahn vorbei, bevor sie wieder in Main Street, U.S.A. ankommt.

## Geschichte

### Dampfloks aus Mexiko

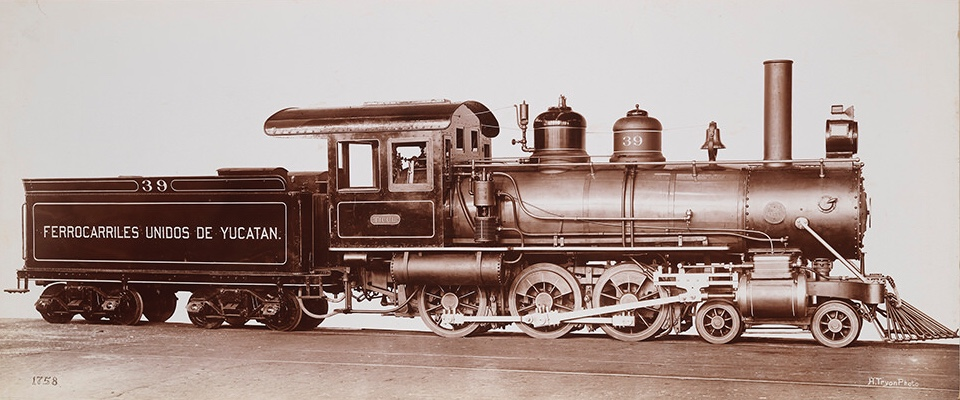
Eine typische Dampflok der Ferrocarriles Unidos de Yucatán in Mexiko, wo die Loks gefunden wurden

Die Entwicklung der Walt Disney World Railroad wurde seit den 1960er Jahren bis zur Eröffnung im Jahr 1971 von Roger E. Broggie, dem Vice President und General Manager der Mapo, Inc. geleitet, der zuvor auch schon den Bau der Disneyland Railroad im Disneyland von Anaheim, Kalifornien koordiniert hatte. Dabei war ihm klar geworden, dass generalüberholte Lokomotiven besser als die ersten beiden Kalifornischen Neubauten für diesen Zweck geeignet seien. Er kontaktierte den Eisenbahnhistoriker Gerald M. Best, der in der Tat wusste, wo solche Loks erhältlich seien: Auf einem Boneyard, einem Lagerplatz für gebrauchte Lokomotiven, in Mérida, Yucatán, Mexiko hatten die Ferrocarriles Unidos de Yucatán mehrere Dampfloks der gewünschten Spurweite von 914 mm und mit drei unterschiedlichen Achsfolgen eingemottet. Roger E. Broggie und sein Disney-Kollege und Eisenbahnexperte Earl Vilmer reisten 1969 nach Merida, um die vier Lokomotiven der Baldwin Locomotive Works auf dem Lagerplatz sowie eine weitere der Pittsburgh Locomotive and Car Works in einem Park vor der Hauptgeschäftsstelle des Eisenbahnunternehmens auf der gegenüberliegenden Straßenseite in Augenschein zu nehmen und zu bewerten, ob diese generalüberholt werden könnten.
Broggie zahlte insgesamt 32.750 $ für alle fünf Loks: je 8.000 $ für die vier Baldwin-Loks und 750 $ für die im Park ausgestellte Pittsburgh-Lok. Die Loks und in den Verkauf eingeschlossenen Ersatzteile wie Messing-Armaturen wurden per Eisenbahn um den Golf von Mexiko zurück in die Vereinigten Staaten gebracht.

### Generalüberholung in Florida

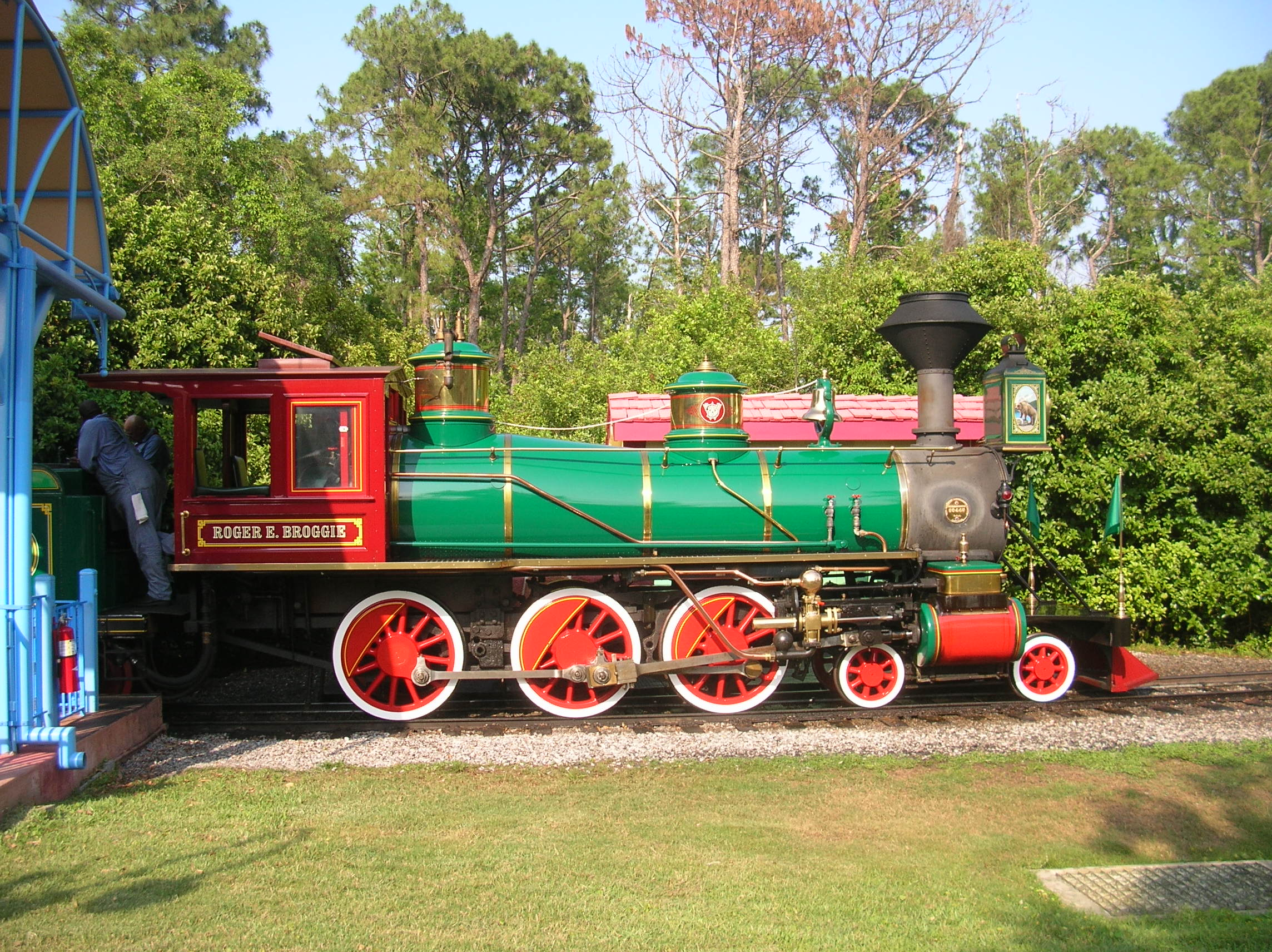
Dampflok Roger E. Broggie

Die Loks wurden zur Generalüberholung zur Tampa Ship Repair & Dry Dock Company in Tampa, Florida gebracht, die den Platz, das Know-how und geeignete Geräte für die Generalüberholung hatten. Dort übernahmen der Transportation Superintendent Earl Vilmer, der Broggie nach Mexico begleitet hatte, zusammen mit dem Project Engineer Bob Harpur und dem Machinist Supervisor des Trockendocks George Britton die Generalüberholung. Die vier Baldwin-Loks bekamen jeweils einen neu gebauten, kleineren Kessel der Dixon Boiler Works. Sie bekamen Führerstände aus Fiberglas und neue auf den historischen Drehgestellen aufgebaute Schlepptender. Viele der Originalteile, wie die Räder, die Kuppelstangen, die Dampfdome und die Messingglocken wurden erfolgreich wiederverwendet. Die Feuerkästen für die Dampferzeugung wurden von Kohlen auf Heizöl umgerüstet. Sie verbrauchen seitdem normalerweise 95 l Kraftstoff und 760 l Wasser pro Stunde.
Trotz des Erfolgs bei der Restaurierung der vier Baldwin-Loks konnte die Pittsburgh-Lok wegen zahlreicher Probleme nicht restauriert werden, so dass sie erst in Kalifornien eingemottet wurde und dann an einen Lokomotivhändler verkauft wurde.

### Inbetriebnahme
Die vier restaurierten Loks und insgesamt 20 vollkommen neu gebaute offene Personenwagen wurden in weniger als zwei Jahren fertiggestellt. Die ersten Loks wurden am 15. Mai 1971 im Vergnügungspark angeliefert, also bereits mehrere Monate vor der Eröffnung des Parks.

## Schienenfahrzeuge
Die Lokomotiven und Personenwagen sind in folgender Tabelle aufgelistet.
| Nummer | Name             | Namensgeber      | Bild | Achsfolge | Baujahr        | Hersteller               | Builder number | Personenwagen            | Wiederinbetriebnahme | Status         |
| ------ | ---------------- | ---------------- | ---- | --------- | -------------- | ------------------------ | -------------- | ------------------------ | -------------------- | -------------- |
| 1      | Walter E. Disney | Walt Disney      |      | 4-6-0     | Mai 1925       | Baldwin Locomotive Works | 58444          | Fünf rote Personenwagen  | 1. Oktober 1971      | Betriebsbereit |
| 2      | Lilly Belle      | Lillian Disney   |      | 2-6-0     | September 1928 | Baldwin Locomotive Works | 60598          | Fünf grüne Personenwagen | 1. Oktober 1971      | Betriebsbereit |
| 3      | Roger E. Broggie | Roger E. Broggie |      | 4-6-0     | Mai 1925       | Baldwin Locomotive Works | 58445          | Fünf gelbe Personenwagen | 1. Oktober 1971      | Betriebsbereit |
| 4      | Roy O. Disney    | Roy O. Disney    |      | 4-4-0     | Februar 1916   | Baldwin Locomotive Works | 42915          | Fünf blaue Personenwagen | 1. Dezember 1971     | Betriebsbereit |